# Otočko gorje
Otočno gorje je zastarjeli naziv u hrvatskom geološkom nazivlju za pojedinačne gore u panonskoj Hrvatskoj. U njih spadaju Medvednica, Moslavačka gora, Psunj, Papuk, Krndija i ostale. Jezgra im je paleozojsko-mezozojskom, opkoljenom neogenskim naslagama. Taj sastav je dokaz da su u tom razdoblju bile otoci u Panonskom bazenu.